# Chalcidoidea

Leucospis gigas, familia Leucospidae.

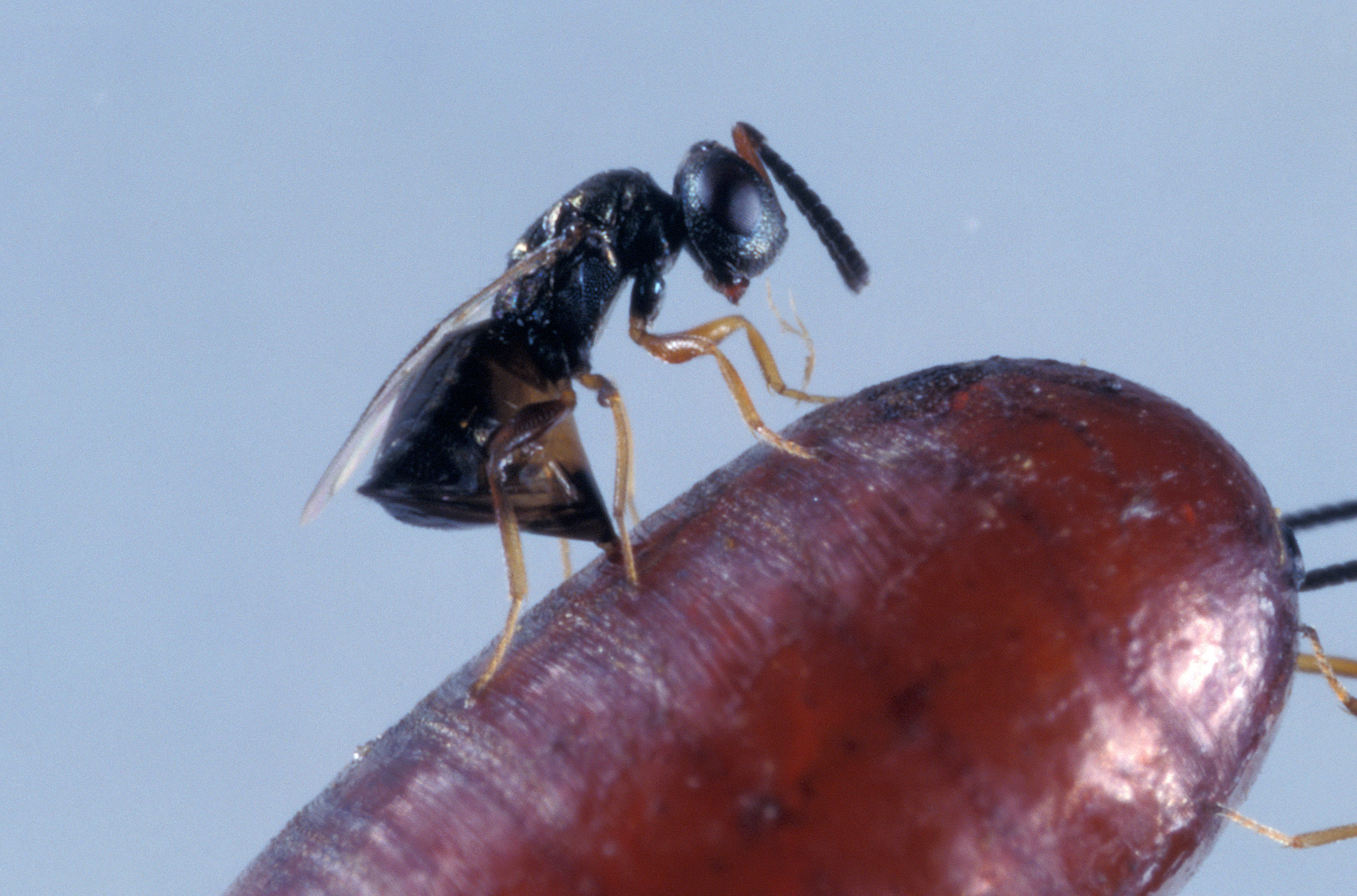
Muscidifurax raptor hembra, familia Pteromalidae depositando huevos en un pupario de mosca.

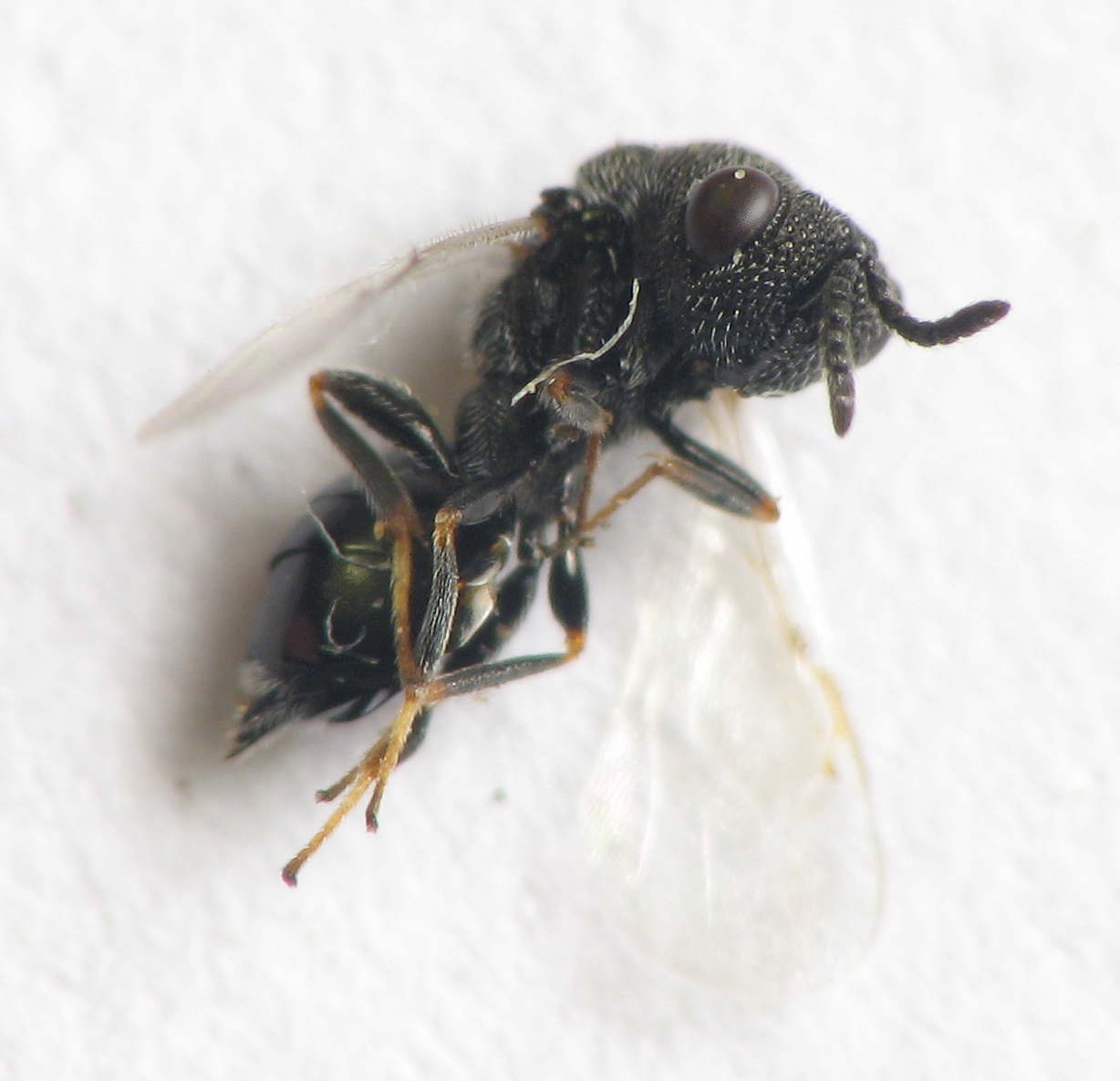
Eurytoma gigantea hembra, familia Eurytomidae

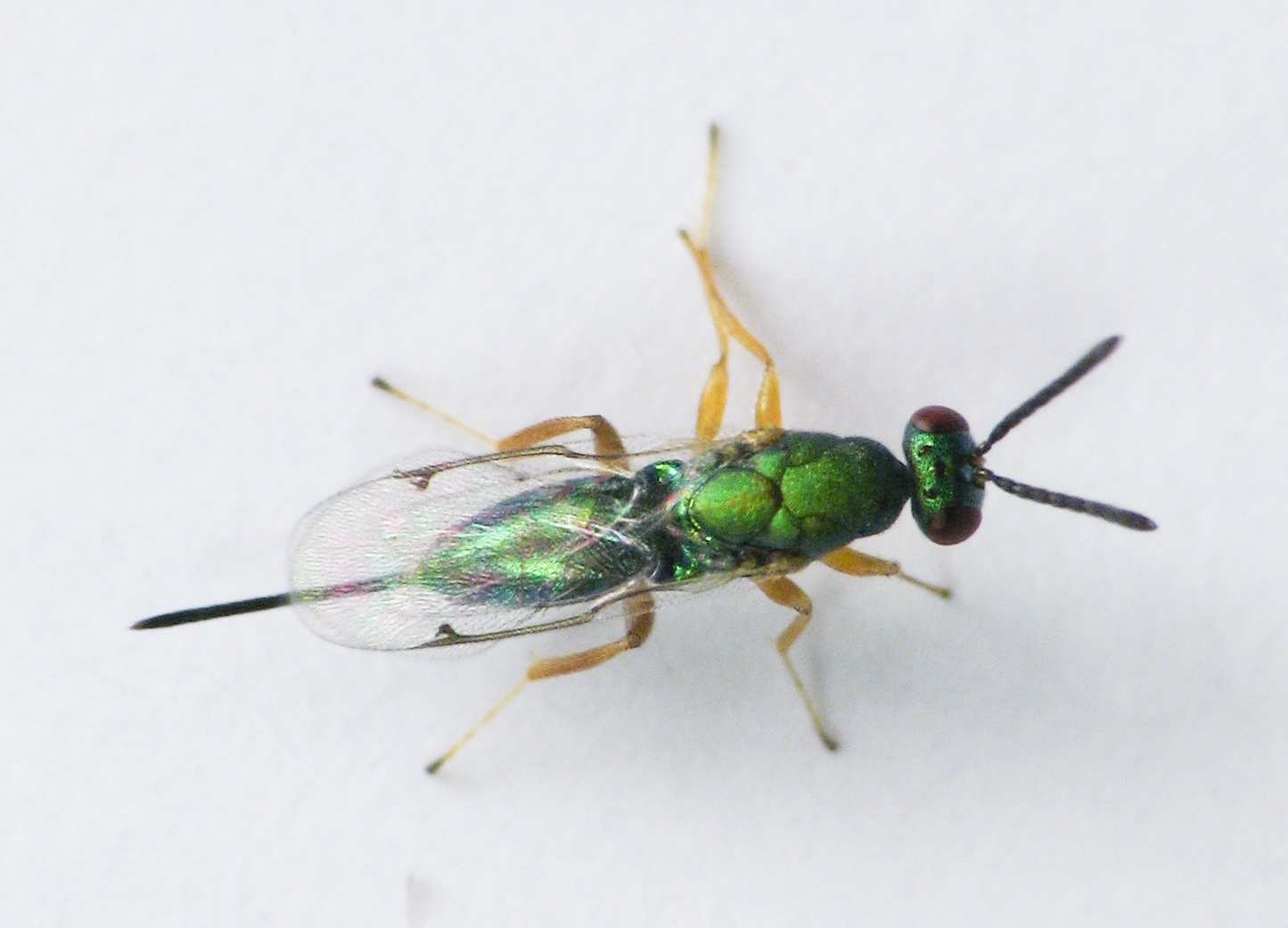
Torymus hembra, familia Torymidae

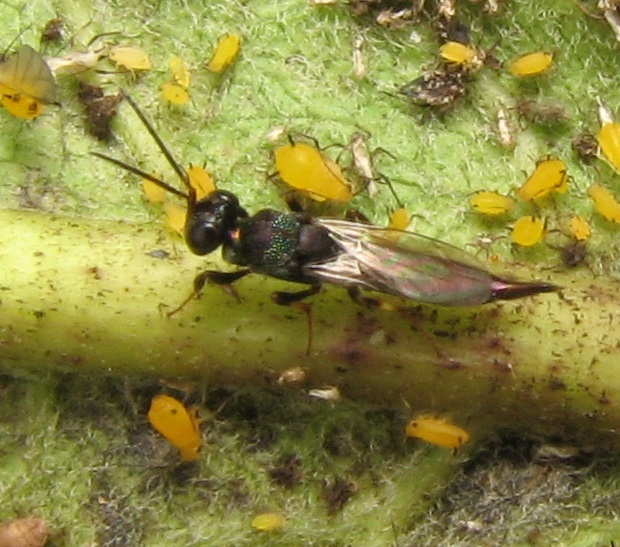
Balcha indica, familia Eupelmidae

Los calcidoideos (Chalcidoidea) son una superfamilia de himenópteros apócritos. Son uno de los grupos más numerosos dentro de los himenópteros, con alrededor de 22 000 especies conocidas. Se calcula que hay entre 60 000 y 500 000 especies, lo cual quiere decir que la mayoría aún no han sido descritas.
Las calcidoideos son unas avispitas pequeñas de color oscuro, en algunos casos con brillos metálicos azules o verdes y con una compleja textura de la superficie del cuerpo. También se las reconoce por la reducción de las venas de las alas, semejante a la de otras superfamilias de Parasitica. Juegan un importante papel en los ecosistemas y aún no se ha llegado a valorar la magnitud de su importancia.
La mayoría de las especies son parasitoides de otros insectos. Generalmente parasitan los huevos o las larvas de otros insectos, aunque también suelen atacar a otras etapas del ciclo biológico. Sus huéspedes pertenecen por lo menos a 12 órdenes diferentes de insectos, incluyendo a Lepidoptera (mariposas y polillas), Diptera (moscas, mosquitos, etc.), Coleoptera (escarabajos), Hemiptera (chinches, etc.) y a otros himenópteros, así como también a dos órdenes de Arachnida y a una familia de nematodos.
Unas pocas especies son fitófagos y la larva vive dentro de y se alimenta de las semillas, tallos o agallas. En general es un grupo beneficioso para la humanidad porque muchos calcidoideos sirven para el control biológico. Algunas son importadas a otros países para controlar las plagas de insectos.
Se las encuentra en todo tipo de hábitat, especialmente en las flores, follaje, hojarasca, pero a menudo pasan desapercibidas por su pequeño tamaño. Incluyen a algunos de los insectos más pequeños conocidos, por ejemplo Dicopomorpha echmepterygis.

## Identificación
La mayoría son de color oscuro, algunas metálicas  verdes o azules. Generalmente tienen las alas recostadas sobre el abdomen en momentos de reposo. Las antenas generalmente tienen un codo; nunca más de 13 segmentos.
- Clave de familias: Grissell, E. E., and M. E. Schauff. 1990. A handbook of the families of Nearctic Chalcidoidea (Hymenoptera).Entomological Society of Washington (Washington D. C.) Handbook 1:1-85.
- Clave de géneros de la región neártica: Gibson, G. A. P., Huber, J. T., and J. B. Woolley. 1997. Annotated keys to the genera of Nearctic Chalcidoidea (Hymenoptera). NRC Research Press.

## Taxonomía
La taxonomía de las familias de Chalcidoidea está en flujo continuo a medida que surgen nuevas hipótesis. Con el advenimiento de la sistemática molecular seguramente habrá nuevas revisiones.
Hay 19 familias reconocidas en el presente:
- Agaonidae Francis Walker, 1846
- Aphelinidae Thomson, 1876
- Chalcididae Latreille, 1817
- Encyrtidae Francis Walker, 1837
- Eucharitidae Latreille, 1809
- Eulophidae Westwood, 1829 (incluyendo a Elasmidae)
- Eupelmidae Francis Walker, 1833
- Eurytomidae Francis Walker, 1832
- Leucospidae Fabricius, 1775
- Mymaridae Haliday, 1833
- Ormyridae Förster, 1856
- Perilampidae Latreille, 1809
- Pteromalidae Dalman, 1820
- Rotoitidae Bouček & Noyes, 1987
- Signiphoridae Ashmead, 1880
- Tanaostigmatidae Howard, 1890
- Tetracampidae Förster, 1856
- Torymidae Francis Walker, 1833
- Trichogrammatidae Haliday, 1851

Se conocen dos familias extintas: 
- Khutelchalcididae Rasnitsyn, Basibuyuk & Quicke, 2004
- Diversinitidae Haas, Burks & Krogmann, 2018.[4]

Se sabe que por lo menos cinco de todas estas familias son grupos artificiales (parafiléticos) y se los está subdividiendo en varias familias o en otros casos fusionando con otras familias. El más problemático es Pteromalidae y en algunas clasificaciones se considera que hay hasta ocho linajes independientes que han sido agrupados debido a semejanzas superficiales.